# 上海体育場駅
座標: 北緯31度11分13秒 東経121度26分17秒 / 北緯31.18694度 東経121.43806度
上海体育場駅（シャンハイたいいくじょう-えき）は中華人民共和国上海市徐匯区に位置する上海地下鉄4号線の駅である。

## 駅構造
- 島式ホーム1面2線の地下駅。ホームドア設置駅。

## 駅周辺
- 上海体育場

## 歴史
- 2005年12月31日 - 開業。

## 隣の駅
■上海地下鉄4号線
東安路駅 - 上海体育場駅 - 上海体育館駅